# Godfred Donsah
Godfred Donsah (* 7. Juni 1996 in Accra) ist ein ghanaischer Fußballspieler. Er ist zentraler Mittelfeldspieler uns trat auch einmal als A-Nationalspieler für Ghana in Erscheinung.

## Karriere

### Verein
Donsah wechselte 2012 von DC United Agogo nach Europa zur US Palermo. Dort spielte er ein Jahr in der A-Jugend und wechselte anschließend zum Erstligisten Hellas Verona. Am 19. April 2014 debütierte er beim 2:1-Sieg gegen Atalanta Bergamo in der Serie A. Zur Saison 2014/15 ging Donsah zum Ligakonkurrenten Cagliari Calcio, für den er am 11. Januar 2015 beim 2:1-Heimsieg gegen den AC Cesena sein erstes Tor im Profifußball erzielte. Zu Beginn der Spielzeit 2015/16 wurde Donsah an den FC Bologna verliehen, der ihn am Saisonende fest verpflichtete.
In der Saison 2018/19 stand er lediglich bei sechs von 38 Liga-Spielen von Bologna auf dem Platz und nur bei einem dieser sechs Spiele über die gesamte Dauer. Mitte August 2019 wurde er für ein Jahr mit anschließender Kaufoption an den belgischen Erstdivisionär Cercle Brügge ausgeliehen. Nach Ablauf der Leihe kehrte er im Sommer 2020 aber nach Bologna zurück, stand dort aber in keinem Spiel im Kader, bevor er im Oktober 2020 in die türkische Süper Lig zu Caykur Rizespor verliehen wurde. Hier machte er immerhin 24 Spiele und schoss dabei ein Tor. Nach dem Leihende wechselte Godfred Donsah zu Beginn der Saison 2021/22 ablösefrei von Bologna zum FC Crotone in die italienische zweite Liga, blieb dort aber nicht lange, sondern wechselte im Januar 2022 wieder in die türkische Süper Lig zu Yeni Malatyaspor. Am Ende der Saison 2021/22 stieg der Verein in die zweite türkische Liga ab. Godfred Donsah blieb auch nach dem Abstieg im Verein. Yeni Malatyaspor wurde im Februar 2023 vom schweren Erdbeben in der Türkei und Syrien getroffen. Unter denen, die in Folge des Erdbebens starben, war auch der Torhüter des Clubs, Ahmet Eyüp Türkaslan. Yeni Malatyaspor trat in der Saison 2022/23 in den letzten vierzehn Spielen nicht mehr zum Spielbetrieb an.
Godfred Donsah wechselte zu Beginn der Saison 2023/24 zum Ligakonkurrenten Sanliurfaspor, den er nach nur elf Spielen ohne Tor im Januar 2024 aber schon wieder verließ. Nachdem er bis zum September 2024 vereinslos gewesen war, schloss er sich dem italienischen Viertligisten Chieti FC an.

### Nationalmannschaft
Donsah nahm mit der ghanaischen U20-Nationalmannschaft 2015 an der U20-Weltmeisterschaft in Neuseeland teil. Er kam in allen vier Spielen seiner Mannschaft zum Einsatz und erreichte mit ihr das Achtelfinale.
Am 12. November 2017 debütierte Donsah beim 1:1 im WM-Qualifikationsspiel gegen Ägypten in der A-Nationalmannschaft. Seitdem wurde er nicht mehr in den Kader der Nationalmannschaft berufen.